# TheOdd1sOut
James Rallison (Arizona, Estados Unidos, 14 de mayo de 1996), conocido en Internet como TheOdd1sOut, es un youtuber estadounidense  que hace videos animados principalmente de Storytimes, comedia y con una temática similar realiza cómics en línea.  
Nació el 14 de mayo de 1996 en la ciudad de Chandler en Arizona, Estados Unidos en una familia mormona.
A partir de noviembre de 2018, su canal principal de YouTube tiene aproximadamente 17.4 millones de suscriptores. Su canal secundario de YouTube (TheOdd2sOut) tiene más de 2.77 millones de suscriptores a partir de noviembre de 2021.
Es uno de los hijos de la escritora Janette Rallison.

## Biografía

### Vida personal
James Rallison nació el 14 de mayo de 1996 en Chandler, Arizona, Estados Unidos. Tiene una hermana melliza cuyo nombre es Faith (que es nombrada en varios de sus vídeos). Cuando estuvo en la escuela participó dentro de un programa para niños con problemas de aprendizaje desde tercer grado llamado "Clases de honor" ya que fue diagnosticado con dislexia, estudio becado para ser profesor de matemáticas en la universidad, sin embargo después de un semestre salió de esta para dedicarse del todo a Youtube   Es uno de los cinco hijos de la autora Janette Rallison. Cuando era pequeño tuvo algunos hobbies como el fútbol, los boy scout, practicó un arte marcial llamada aikido, aunque principalmente jugaba Neopets y Runescape.

### Webcomics
Rallison subió la primera tira de su webcomic TheOdd1sOut el 14 de junio de 2012, en Tumblr, y luego en iFunny, que otro usuario con permiso del mismo James resubía sus comics, pero luego reclamó el acceso a esa cuenta, lo que la volvería "Oficial", la volvió a reclamar debido a que era su red social mas popular sin siquiera saberlo.

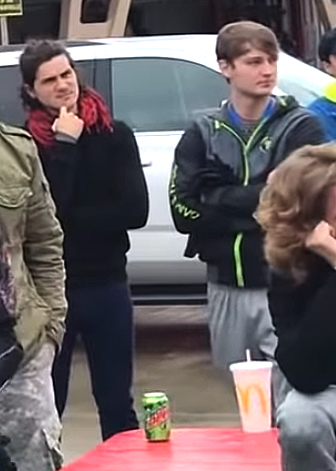
Rallison (derecha) en marzo de 2019 con Anthony Padilla

### Carrera en YouTube
El 30 de agosto de 2014, James comenzó su canal de YouTube como theodd1sout comic . Comenzó a publicar vídeos animados en los que habla sobre la historia de su vida, así como sus pensamientos y opiniones. Después de unos años de crecimiento constante, en abril de 2016, su canal ganó más de 278,000 suscriptores, lo que le da un total de más de 400,000 suscriptores.
Sus vídeos sobre cómo trabajar en Subway, donde se refiere cómicamente a la cadena alimenticia como "Sooubway",  han aparecido en Foodbeast . El escritor del sitio web, Peter Pham, describió los videos de Rallison como "asombrosos" y "divertidísimos"..
En 2017, Dave Trumbore de Collider nombró a Rallison como uno de los cinco YouTubers que estaban "preparados para el exito". En 2018, Kristin Brantley de Culturess revisó desfavorablemente su canal de YouTube y sus webcomics, y escribió: "Estarás pegado a la pantalla viendo todos estos divertidos clips y leyendo todos sus cómics geniales. ".
El 2 de diciembre de 2017, Rallison creó un segundo canal, TheOdd2sOut, en el que carga contenido adicional que no involucra animación. El 3 de abril de 2018, TheOdd2sOut alcanzó 1 millón de suscriptores.
El 19 de julio de 2018, subió su primera canción en su canal de YouTube llamada "Life is Fun", con Boyinaband que tiene casi 112 millones de visitas.
En 2018, fue nominado en 8th Streamy Awards en la categoría Animated.
Su personaje animado apareció en la escena de créditos de YouTube Rewind: The Shape of 2017 y en el Universal Rewinder de YouTube 2018: Everyone Controls Rewind, donde tiene un papel como habla.
El 24 de enero de 2019, el canal principal de Rallison llegó a 10 millones de suscriptores.
El 12 de marzo de 2019, apareció en el video YouTuber Battle Royale de MrBeast de $ 100,000. Estaba en un equipo con Jaiden Animations y Anthony Padilla y ganaron la primera ronda.
El 28 de octubre de 2019,  entregó las ganancias que obtuvo de YouTuber Battle Royale a #TeamTrees , una organización sin fines de lucro iniciada por MrBeast que tiene como objetivo plantar 20 millones de árboles para fines de 2019

### Otro trabajo
Rallison escribió un libro titulado The Odd 1s Out: How to Be Cool and Other Things I Definitely Learns from Growing Up, que fue lanzado el 31 de julio de 2018. Ocupaba el puesto número 12 en la categoría de "libro en rústica comercial" en Lista de superventas de Publishers Weekly del 13 de agosto de 2018. Rallison también trabajó en un juego de mesa sobre cartas titulado "Can't Catch Harry". También Publicaba WebComic En Una Plataforma Llamada Tumblr

## Libros
- "TheOdd1sOut: How to Be Cool and Other Things I Definitely Learned from Growing Up"  (2018)

- "TheOdd1sOut: The First Sequel"  (2020)

## Discografía
- "Life is Fun" (ft. Boyinaband) (2018)

- "Good Person" (ft. Roomie) (2020)

## Filmografía

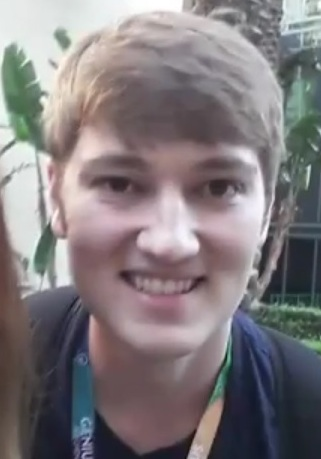
Rallison en 2017

### Animación
- 2017: YouTube Rewind: The Shape of 2017
- 2018: YouTube Rewind 2018: Everyone Controls Rewind

### Actuación de voz
- 2018: Cómo debería haber terminado como Martha (138.º episodio)
- 2018: asdfmovie11 como juez y doctor en psicología
- 2018: YouTube Rewind 2018: Everyone Controls Rewind como él mismo
- 2019: Meta Runner como civil masculino
- 2019: Meta Runner Especial, como él mismo
- 2022:"Oddballs" como James en Netflix